# Zlaté maliny za rok 2011
Zlaté maliny za rok 2011 byly udělovány 1. dubna 2012 v Magicopolis v Santa Monice v Kalifornii. Nominace byly vyhlášeny dne 25. února 2012. Nejhorším filmem se stal snímek Jack a Jill, který obdržel rekordních 12 nominací  a z toho rekordních 10 i proměnil, včetně ceny za Nejhorší film . Poprvé v historii Malin jeden film zvítězil ve všech kategoriích. Poprvé také ve všech čtyřech hereckých kategoriích zvítězili muži (Adam Sandler, Al Pacino a David Spade.)
Adam Sandler obdržel rekordních šest nominací jako samostatná osoba, celkem už měl 23 nominací za filmy, na kterých se nějak podílel.
Hlasování nezáleželo jen na členech Golden Raspberry Award Foundation, ale bylo otevřeno veřejnosti prostřednictvím stránek Rotten Tomatoes. Celkem se jednalo o 35 117 hlasů.

## Ceny a nominace
| "Vítěz"* |

| Kategorie | Nominovaný |
| --- | ---------- |
| Nejhorší film |            |
| Jack a Jill (Columbia) |            |
| Bucky Larson: Zrozen být hvězdou (Columbia)                                                                                          |            |
| Šťastný Nový rok (Warner Bros. / New Line Cinema)                                                                                    |            |
| Transformers 3 (Paramount) |            |
| Twilight sága: Rozbřesk – 1. část (Summit Entertainment)                                                                             |            |
| Nejhorší herec |            |
| Adam Sandler za filmy Jack a Jill (jako Jack) a Zkus mě rozesmát                                                                     |            |
| Russell Brand za film Arthur |            |
| Nicolas Cage za filmy Drive Angry, Hon na čarodějnice a Teror                                                                        |            |
| Taylor Lautner za filmy Bez dechu a Twilight sága: Rozbřesk – 1. část                                                                |            |
| Nick Swardson za film Bucky Larson: Zrozen být hvězdou                                                                               |            |
| Nejhorší herečka |            |
| Adam Sandler za filmy Jack a Jill (jako Jill)                                                                                        |            |
| Martin Lawrence (jako Big Momma) ve filmu Agenti v sukních: Jaký otec, takový syn                                                    |            |
| Sarah Palin (hraje samu sebe) ve filmu Undefeated                                                                                    |            |
| Sarah Jessica Parker ve filmech Nechápu, jak to dokáže a Šťastný Nový rok                                                            |            |
| Kristen Stewart ve filmu Twilight sága: Rozbřesk – 1. část                                                                           |            |
| Nejhorší herec ve vedlejší roli |            |
| Al Pacino (hraje sám sebe) ve filmu Jack a Jill                                                                                      |            |
| Patrick Dempsey ve filmu Transformers 3                                                                                              |            |
| James Franco ve filmu Princ a pruďas                                                                                                 |            |
| Ken Jeong ve filmech Agenti v sukních: Jaký otec, takový syn, Pařba v Bankoku, Transformers 3 a Ošetřovatel                          |            |
| Nick Swardson ve filmech Jack a Jill a Zkus mě rozesmát                                                                              |            |
| Nejhorší herečka ve vedlejší roli |            |
| David Spade (jako Monica) ve filmu Jack a Jill (cameo)                                                                               |            |
| Katie Holmes ve filmu Jack a Jill |            |
| Modelka spodního prádla (Rosie Huntington-Whiteleyová) ve filmu Transformers 3                                                       |            |
| Brandon T. Jackson (jako Charmaine) ve filmu Agenti v sukních: Jaký otec, takový syn                                                 |            |
| Nicole Kidman ve filmu Zkus mě rozesmát                                                                                              |            |
| Nejhorší pár na plátně |            |
| Adam Sandler a buď Katie Holmes, Al Pacino nebo Adam Sandler ve filmu Jack a Jill                                                    |            |
| Nicolas Cage a kdokoliv, kdo s ním sdílel scénu na plátně v jeho třech filmech z roku 2011 (Drive Angry, Hon na čarodějnice a Teror) |            |
| Shia LaBeouf a modelka spodního prádla (Rosie Huntington-Whiteleyová) – Transformers 3                                               |            |
| Adam Sandler a buď Jennifer Aniston nebo Brooklyn Decker – Zkus mě rozesmát                                                          |            |
| Kristen Stewart a buď Taylor Lautner nebo Robert Pattinson – Twilight sága: Rozbřesk – 1. část                                       |            |
| Nejhorší prequel, remake, rip-off nebo sequel                                                                                        |            |
| Jack a Jill (Rip-off/Remake filmů Glen, nebo Glenda a Někdo to rád horké)                                                            |            |
| Arthur (Warner Bros.) |            |
| Bucky Larson: Zrozen být hvězdou (Rip-off filmů Hříšné noci a Zrodila se hvězda)                                                     |            |
| Pařba v Bankoku (Warner Bros.) |            |
| Twilight sága: Rozbřesk - 1. část |            |
| Nejhorší režisér |            |
| Dennis Dugan za filmy Jack a Jill a Zkus mě rozesmát                                                                                 |            |
| Michael Bay za film Transformers 3                                                                                                   |            |
| Tom Brady za film Bucky Larson: Zrozen být hvězdou                                                                                   |            |
| Bill Condon za film Twilight sága: Rozbřesk – 1. část                                                                                |            |
| Garry Marshall za film Šťastný Nový rok                                                                                              |            |
| Nejhorší scénář |            |
| Jack a Jill (scénář napsali Adam Sandler, Ben Zook, Steve Koren a Robert Smigel)                                                     |            |
| Bucky Larson: Zrozen být hvězdou (scénář napsali Adam Sandler, Allen Covert a Nick Swardson)                                         |            |
| Šťastný Nový rok (scénář napsala Katherine Fugate)                                                                                   |            |
| Transformers 3 (scénář napsal Ehren Kruger)                                                                                          |            |
| Twilight sága: Rozbřesk – 1. část (scénář napsala Melissa Rosenberg, založeno na knize od Stephenie Meyer)                           |            |
| Nejhorší obsazení na plátně |            |
| Celé obsazení filmu Jack a Jill |            |
| Celé obsazení filmu Bucky Larson: Zrozen být hvězdou                                                                                 |            |
| Celé obsazení filmu Šťastný Nový rok                                                                                                 |            |
| Celé obsazení filmu Transformers 3                                                                                                   |            |
| Celé obsazení filmu Twilight sága: Rozbřesk – 1. část                                                                                |            |